# Мулен Руж (филм, 2001)
„Мулен Руж!“ е филм – романтичен мюзикъл на режисьора Баз Лурман от 2001 г. с участието на Никол Кидман и Юън Макгрегър.

## Сюжет
Внимание:  Текстът по-долу разкрива сюжета на произведението (или части от него)!
1900 г., Париж. Mладият писател Крисчън, депресиран от скорошната смърт на жената, която е обичал, започва да пише тяхната история на пишещата си машина.
Година по-рано, през 1899 г., Крисчън пътува до Париж и се установява в района на Монмартър, за да води бохемски живот. Неочаквано се среща с известния художник Анри дьо Тулуз-Лотрек, който заедно с приятелите си пише пиеса, наречена „Spectacular Spectacular“. С помощта на Крисчън пиесата е написана и веселата компания отива в прочутото парижко кабаре „Мулен Руж“, за да очарова с красотата и литературния си талант известната куртизанка Сатин, която от своя страна да убеди Харолд Зидлер, собственикът на „Мулен Руж“, да позволи на Крисчън да постави „Spectacular Spectacular“ на сцената на кабарето. Зидлер обаче е зает с нещо съвсем различно – използвайки Сатин като сексуална примамка за глупавия, но много богат херцог Монрот, Зидлер се опитва да вземе пари от похотливия богаташ, за да превърне „Мулен Руж“ в истински театър.
След срещата Сатин обърква Крисчън с херцога и се опитва да го съблазни, но Крисчън се разкрива на Сатин. По това време измъчваният от страст херцог нахлува при Сатин. Виждайки младия мъж на леглото на Сатин, херцогът побеснява от ревност, но с помощта на Зидлер и неговите приятели бохеми, Крисчън убеждава херцога, че репетира със Сатин история за красива индийска куртизанка, която се влюбва в беден свирач на ситар, когото тя погрешно е взела за злия махараджа. Херцогът е измамен и е готов да инвестира парите си в това представление, но херцогът изисква в замяна Зидлер да подпише договор, според който след шоуто „Мулен Руж“ и Сатин ще му принадлежат.
В кабарето започват да се строят грандиозни декорации, а Сатин и Крисчън все повече се влюбват един в друг и си уреждат срещи под прикритието на репетиции за бъдещия спектакъл. Херцогът е уморен от това, че Сатин не идва да го види на среща и е готов да наруши договора, но Зидлър успява да убеди Сатин да обърне поне малко внимание на херцога. Тя се кани да отиде на среща с херцога, но изведнъж губи съзнание. Извикан е лекар, който преглежда Сатин и поставя ужасна диагноза – тя има белодробна туберкулоза и скоро ще умре.
На последната репетиция Нини, една от танцьорките, която ревнува от славата на Сатин, намеква на херцога, че „индийската“ пиеса всъщност представлява връзката между него, Крисчън и Сатин. Разгневеният херцог изисква от Крисчън шоуто да завърши със сватбата на куртизанката с махараджата, а не с финала, в който красивото момиче се омъжва за ситариста. Зидлер моли Сатин да прекара нощта при херцога, но след като отива при херцога през нощта, Сатин не може да прекрачи себе си и да предаде любовта си Крисчън. Тя отива при Крисчън и те решават да избягат от Париж. Зидлър намира Сатин в съблекалнята ѝ да опакова нещата си. Той ѝ казва, че болестта ѝ е фатална, че херцогът планира да убие Крисчън и че ако тя иска Крисчън да живее, трябва да скъса с него напълно и да бъде с херцога. Събрала всичките си актьорски способности, Сатин отива при Крисчън и заявява, че не го обича и остава в кабарето.
В деня на премиерата Сатин излиза на сцената и играе ролята на индийска куртизанка. Внезапно Крисчън избухва на сцената, хвърля пари в краката на Сатин и казва, че услугите на проститутката трябва да бъдат платени. След това, обръщайки се към херцога, Крисчън казва, че му дава Сатин, и тръгва да напуска залата. Но тогава Сатин, обръщайки се към Крисчън, започва да пее любовна песен и Крисчън, осъзнавайки, че Сатин наистина го обича, се втурва към нея на сцената. По време на песента херцогът и бодигардът му се опитват няколко пъти да застрелят влюбените, но Зидлер и други актьори им пречат да го направят. Крисчън и Сатин публично заявяват любовта си един на друг, а опозореният херцог бяга завинаги от кабарето. Публиката избухва в аплодисменти, но след като завесата се затваря, Сатин пада и умирайки моли Крисчън да напише тяхната история, така че тя винаги да бъде с него.
Историята се връща в 1900 г. „Мулен Руж“ е затворен, шоуто е приключило и Крисчън завършва историята си със Сатин, заявявайки, че любовта им ще живее вечно.

## Актьорски състав
| Актьор           | Роля                                             |
| ---------------- | ------------------------------------------------ |
| Никол Кидман     | Сатин – кабаретна звезда                         |
| Юън Макгрегър    | Крисчън – млад английски поет и писател          |
| Джим Бродбент    | Харолд Зидлър – импресарио на кабарето           |
| Ричард Роксбърг  | херцог Монрот                                    |
| Джон Легуизамо   | Анри дьо Тулуз-Лотрек                            |
| Яцек Коман       | изпаднал в безсъзнание аржентинец                |
| Каролайн О'Конър | Нини „Краката във въздуха“ – кабаретна танцьорка |
| Кери Уокър       | Мари                                             |
| Лара Мълкахи     | „Мам Фромаж“                                     |
| Гари Макдоналд   | доктор                                           |
| Матю Уитет       | Ерик Сати                                        |
| Дейвид Уенъм     | Одри                                             |
| Кируна Стамел    | „Малката принцеса“                               |
| Деобиа Опарей    | клоунът „Шоколад“                                |
| Кайли Миноуг     | „Зелената фея“                                   |
| Ози Озбърн       | гласът на „Зелената фея“                         |
| Питър Уитфорд    | Сценичният мениджър                              |
| Линал Хафт       | Уорнър                                           |
| Норман Кей       | докторът на Сатин                                |
| Артър Дигнам     | бащата на Крисчън                                |
| Карол Скинър     | хазяйката                                        |
| Джонатан Харди   | „Човек от Луната“                                |
| Пласидо Доминго  | гласът на „Човек от Луната“                      |
| Кийт Робинсън    | „Ле Петоман“                                     |
| Тара Морис       | проститутка                                      |
| Сю-Елън Шок      | „Малка кукла“                                    |
| Кип Гамблин      | латино танцьор                                   |

## Снимачен процес
- Номиниран е за 8 „Оскара“, като печели 2 от тях – за „Най-добра арт режисура“ и за „Най-добър дизайн на костюми“.
- Колието, носено от Никол Кидман във филма, е направено от истински диаманти и платина и е най-скъпото бижу, използвано някога в световното кино. Колието е създадено от фирмата за бижута „Stefano Canturi“ и е направено от 1308 диаманта с общо тегло 134 карата. Струва 1 милион долара.
- Снимките са спрени за две седмици през ноември 1999 г., след като Никол Кидман счупи две ребра и нарани коляното си, докато репетираше танцова програма за филма. По време на лечението Кидман заснема някои сцени, докато седи в инвалидна количка. Поради нараняването на коляното, получено в този филм, Никол Кидман не успява да участва в снимките на „Паник стая“ (2002) и е заменена от Джуди Фостър.
- За да направят краката на актьора Джон Легуизамо толкова къси, колкото всъщност има неговият герой Тулуз-Лотрек, са използвани различни кинематографични трикове. Понякога Легуизамо носеше специални сини чорапи на краката си, които бяха „отрязани“ по време на монтажа, правейки краката му по-къси. Но най-често Легуизамо трябваше да ходи на колене, носейки специални скоби за крака. Това „неестествено“ ходене увреди коленете на актьора и след края на снимките Легуизамо трябваше да се подложи на няколко седмици специална физиотерапия, за да възстанови коленните си стави.
- В оригиналния сценарий Сатин има тригодишно дете и историята е разказана на това дете от Крисчън.
- Никол Кидман носи перука през целия филм.
- Гардеробът на филма се състои от триста костюма и се обслужваше от осемдесет дизайнери на костюми.
- С филма е открит филмовия фестивал в Кан през 2001 г.
- Филмът е заснет в продължение на 192 дни основно в Сидни, Австралия. Продукцията продължава твърде дълго за графика за заснемане и екипът трябва да напусне Fox Studios в Сидни, за да освободи място за „Междузвездни войни: Епизод II - Клонираните атакуват“ (2002), в който също участва Юън Макгрегър. Затова някои сцени от филма са заснети в Мадрид.
- Сюжетът на филма е „смес“ от сюжети, взети от три различни литературни и музикални произведения. Млад писател, влюбен в неизлечимо болно момиче, е сюжетът на романа на Анри Мюргер „Сцени от живота на една бохема“. Красива, неизлечимо болна куртизанка, която отхвърля богат стар любовник в името на истинската любов към млад мъж, е сюжетът на операта „Травиата“, базирана на романа на Александър Дюма-син „Дамата с камелиите“. А сюжетът на млад писател, който пътува до „адския“ свят на „Мулен Руж“, за да намери любовта си и да се опита да я върне в „горния свят“, в „света на светлината“, е заимстван от операта “Орфей в подземния свят” на Жак Офенбах.
- Джим Бродбент има нужда от два часа и половина преди снимките, за да влезе в костюма си и да се преобрази на дебелия мъж.
- За сцената, в която всички господа хвърлят шапките си във въздуха, шапките са окачени на тънка въдица.
- На Никол Кидман ѝ отнема около 20 минути, за да облече корсета.
- „Кръвта“, която изкашля героинята на Никол Кидман, всъщност е смес от червен хранителен оцветител, царевичен сироп и вода.
- Роуън Аткинсън и Алън Къминг първоначално са разглеждани за ролята на Тулуз-Лотрек, с Джон Легуизамо за ролята на латиноамериканския танцьор.
- Преди заснемането на танцови номера по пода се е изливало Coca-Cola, за да не се подхлъзват краката на танцьорите.
- „Ролинг Стоунс“ не позволяват да се използва една от песните им във филма.
- Премиерата на филма е в Австралия пред публика от едва 250 души в малкото провинциално градче Тари, на 200 мили северно от Сидни. Баз Лурман израства близо до Тари, където семейството му притежава бензиностанция. 250-те билета за първата кинопрожекция са продадени в местна аптека.
- Актьорът Ричард Роксбърг прекарва само седмица на снимачната площадка.
- Хийт Леджър, Хю Джакман, Джейк Джилънхол и Ронан Кийтинг са разглеждани за ролята на Крисчън. Кейт Уинслет, Хилари Суонк, Рене Зелуегър, Дрю Баримор, Натали Мендоса, Чарлийн Спитери и Софи Елис-Бекстор – за ролята на Сатин.
- Първоначално „Зелената фея“ трябва да е дългокос, мускулест мъж с гигантски ситар и Ози Озбърн е нает да осигури вокала за „феята“. В крайна сметка Кайли Миноуг изиграва ролята на „феята“, а Озбърн издава гърления ѝ писък.
- Думата „любов“ и нейните вариации („любим“, „обича“, „обичам“ и т.н.) са произнесени общо 143 пъти във филма.
- В действителност танцьорите на „Мулен Руж“ не носят бикини, но тъй като филмът е оценен като PG-13, всички танцьори носят бикини.
- Когато Сатин пее, разкрачена на трапец, режисьорът използва синя светлина поради бледия тон на кожата на Никол Кидман.
- Песента „Come What May“ първоначално е написана от композитора Дейвид Бервалд за филма „Ромео и Жулиета“ (1996), но не е използвана там. Във филма „Мулен Руж“ тази песен е изпълнена за сценичното шоу на Крисчън и това е единствената напълно оригинална песен в целия филм. Тъй като тази песен е написана за друг филм, тя е изключена от номинацията за „Оскар“ за най-добра оригинална песен.
- В музикалния номер „Like A Virgin“ гласът на Джим Бродбент е дублиран от оперен певец, който имитира вокалното изпълнение на Бродбент.
- И Никол Кидман, и Юън Макгрегър носят колани за сцените със слонове, тъй като актьорите са на приблизително 18 метра над земята.
- След излизането на филма певицата Кортни Лав казва в интервю, че е трябвало да получи ролята на Сатин, но режисьорът е избрал Никол Кидман, поради което Кортни е много обидена на Кидман. След като научава за това твърдение, Баз Лурман описа разликата между двете актриси: „Кортни е огън, а Никол е лед“.
- Сцената за „Spectacular Spectacular“ е специално подсилена, за да издържи тежестта на галопиращия кон, който злият махараджа трябва да язди през сцената. В резултат на това сцената не е включена във филма, но белият кон се появява мимолетно в един кадър.
- Филмът е в списъка на Стивън Шнайдер „1001 филма, които трябва да видите, преди да умрете“.
- Филмът първоначално включва известната песен „My way“, изпята от Франк Синатра, а херцогът трябва да пее във филма. По време на финалната редакция обаче песента е премахната, въпреки че на финала херцогът многократно крещи „По моя начин!“
- Режисьорът Лурман кани Мерилин Менсън да изпълни песента „Smells Like Teen Spirit“. Когато Кортни Лав, която отдавна е в конфликт с Менсън, разбира за това, тя е бясна. Кортни се възползва от договорна клауза, според която само тя може да одобрява певци, които да изпълняват песни на покойния ѝ съпруг Кърт Кобейн. Песента е изхвърлена от вече завършения филм, а продуцентите шест дни преди премиерата намират неизвестна музикална група, която записва песента наново.
- От 100 до 150 души участват едновременно в изграждането на декора на „Мулен Руж“.
- През май 1999 г. Никол Кидман е заета със снимките на филма „От Русия с любов“ (2001), но още през юли напуска проекта, за да започне снимките в „Мулен Руж“. В очакване на Кидман продукцията на филма „От Русия с любов“ е спряна. Въпреки това, когато Кидман приключва снимките на „Мулен Руж“, снимките на „От Русия с любов“ започват шест месеца по-късно, за да оздравее реброто на Кидман, което тя счупи на снимачната площадка на „Мулен Руж“.